# Santa Eufemia (Zurbarán)
Santa Eufemia es el tema de dos cuadros atribuidos a Francisco de Zurbarán o a su obrador, que forman parte de una serie de lienzos, de diversos tamaños y formatos, representando a mujeres santas, encargados por particulares o por diversas entidades religiosas, conocidos como Las Santas de Zurbarán.    

## Introducción
En la realización de las santas, Zurbarán contó con el trabajo de su obrador, del que salieron una buena cantidad de lienzos sobre esta temática, con mucha o con escasa participación del maestro. Estas santas siempre van lujosamente vestidas y son un modelo de gracia sevillana. En ocasiones, el personaje aparece con rasgos muy personales, dando lugar a los llamados «retratos a lo divino», pero otras veces su rostro es impersonal e idealizado. Los dos ejemplares mencionados a continuación pertenecen a esta segunda tipología: una joven de belleza ideal, que muestra su atributo de santidad.

## Tema de las obras
Las leyendas sobre Eufemia de Orense son escasas y dudosas, de forma que suele confundirse con Eufemia de Calcedonia, que murió martirizada en el año 303, víctima de la persecución de Diocleciano. El procónsul Prisco la detuvo junto a otros cuarenta y nueve cristianos. La joven prisionera fue torturada y finalmente arrojada a las fieras en un anfiteatro, que la respetaron por mucho tiempo. La santa rezó para que las fieras acabasen con ella y una de ellas le dio un zarpazo mortal. Por lo general, se la representa con la palma del martirio, la rueda de martirio y, a su lado, uno o más leones o bien un oso. La sierra representada en los presentes lienzos, en su mano derecha, alude a la rueda dentada con la que supuestamente fue martirizada.

## Análisis de las obras

### Versión del Museo del Prado
- Pintura al óleo sobre lienzo; 83 x 73 cm; Madrid, Museo del Prado (Número de catálogo: P003148)[4]
- Fecha de realización: ca. 1635-1640;
- Catalogado por Delenda con la referencia II-112, y por Tiziana Frati con el número 162;[5]
- Inscrito en la parte superior derecha: S.Eufemia.

Para María Luisa Caturla y para Martín S. Soria, esta pintura podría tratarse de una versión reducida de la de Génova, opinión de la cual discrepa Jeannine Baticle, quien cree que debió tratarse del encargo de un particular, que deseaba la imagen con un formato de tres cuartos. Tras la restauración llevada a cabo por el Museo del Prado en 1966, se ha puesto de manifiesto que esta obra es de mejor calidad que la mencionada variante de cuerpo entero. El rostro de la santa se asemeja al de una Inmaculada de 1636, actualmente en Nueva York. Las manos de la santa, especialmente su derecha, son impropias de la maestría de Zurbarán, lo cual pone de manifiesto la intervención de su obrador en esta pintura.

#### Procedencia
1. Legado de Concepción de Rábago y Fernández, viuda de Jiménez Díaz, 1970.[6]

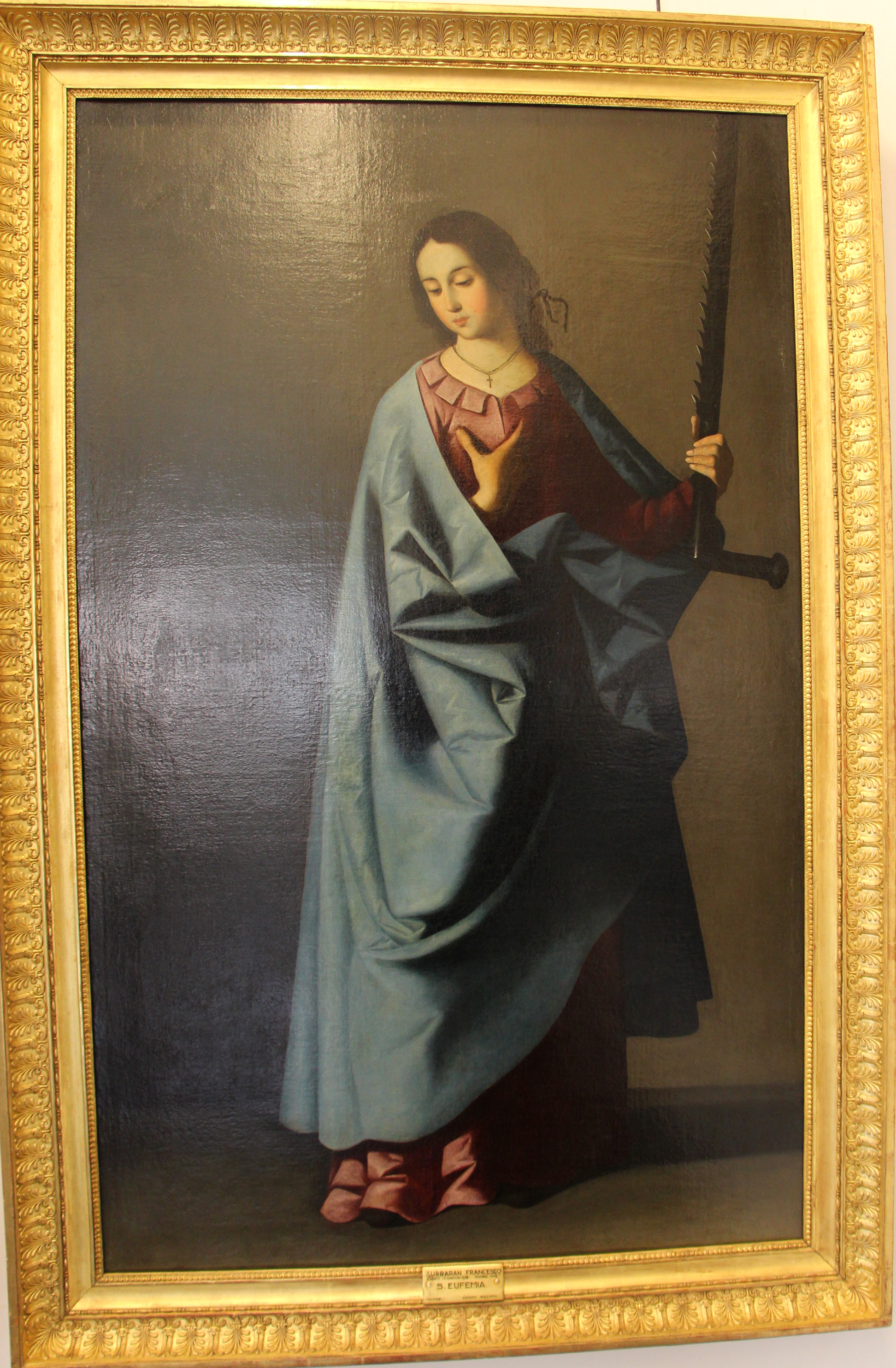
Versión del Palazzo Bianco, de Génova.

### Versión de Génova
- Pintura al óleo sobre lienzo; 171 x 105 cm;
- Fecha de realización: ca. 1635-1640;
- Génova, Palazzo Bianco;
- Catalogado por Delenda con la referencia II-113, y por Tiziana Frati con el número 163.[5]

Versión de cuerpo entero, que forma pendant con una Santa Úrsula. El rostro y el instrumento del martirio son algo diferentes de los de la versión anterior. Martín S. Soria la considera obra del taller. Paul Guinard la considera autógrafa, pero de calidad inferior a su supuesto pendant.

#### Procedencia
1. Según Soria, este lienzo, la Santa Úrsula y otras dos telas, son procedentes de un conjunto de diez vírgenes mártires atribuidas a Bernabé de Ayala, señaladas en el Real Alcázar de Sevilla.
2. Requisado por el mariscal Soult durante el expolio napoleónico en España;
3. París, colección mariscal Soult, 1810 (?)-1852;
4. París, venta Soult;
5. Duquesa de Galliera;
6. Donado al museo de Génova en 1884.[9]